# تهووتس (جمهوری چک)
تهووتس (به چکی: Tehovec) یک منطقهٔ مسکونی در جمهوری چک است که در ناحیه پراگ-شرق واقع شده‌است. تهووتس ۲٫۷۸ کیلومتر مربع مساحت و ۴۲۳ نفر جمعیت دارد و ۴۴۰ متر بالاتر از سطح دریا واقع شده‌است.